# Monte Pelato (Alpi liguri)
Il Monte Pelato è una montagna delle Alpi liguri alta 1098 m s.l.m.; si trova in provincia di Cuneo.

## Descrizione

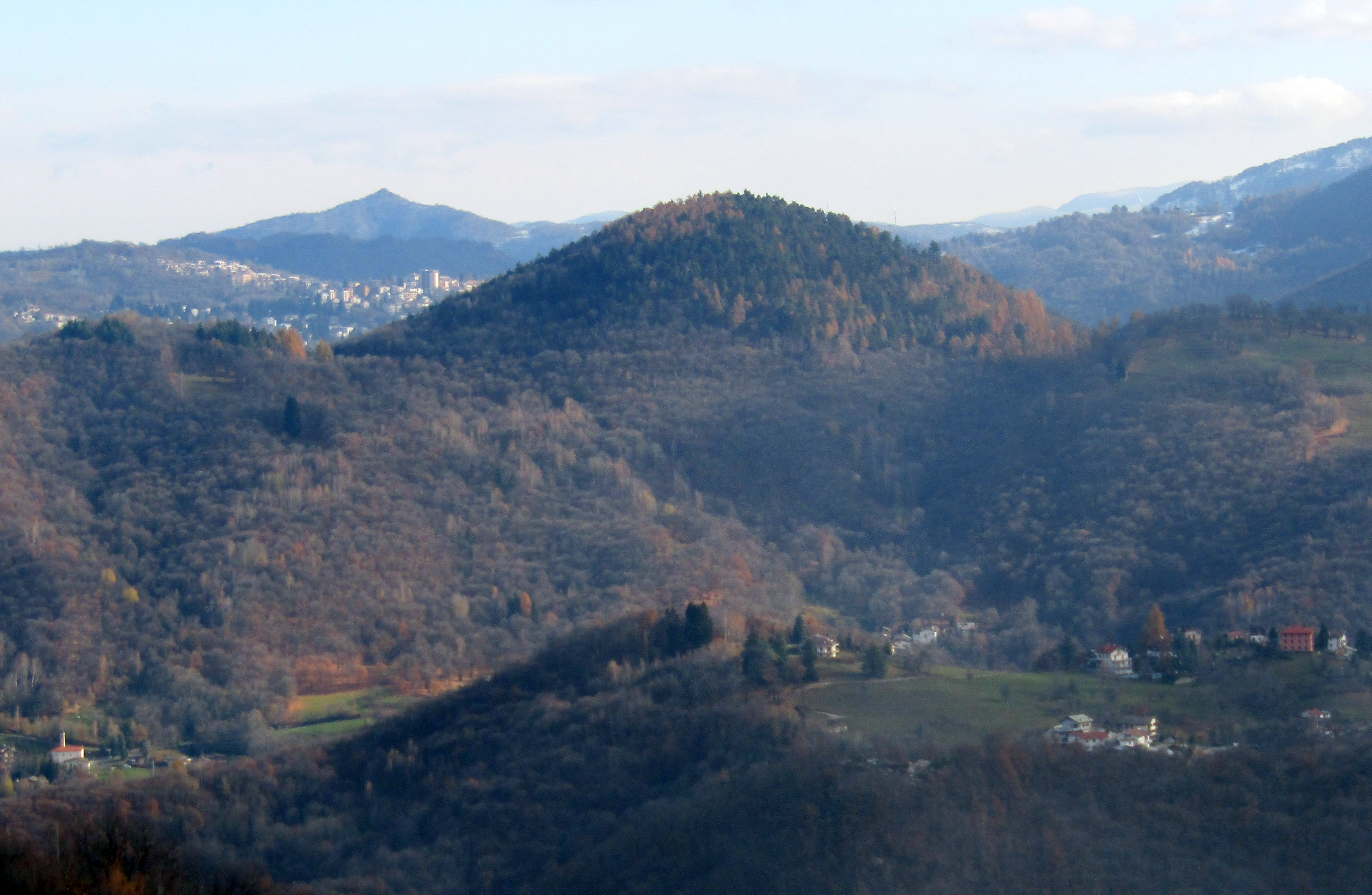
Vista dalla Cima Castelletto, sul crinale Maudagna/Ellero

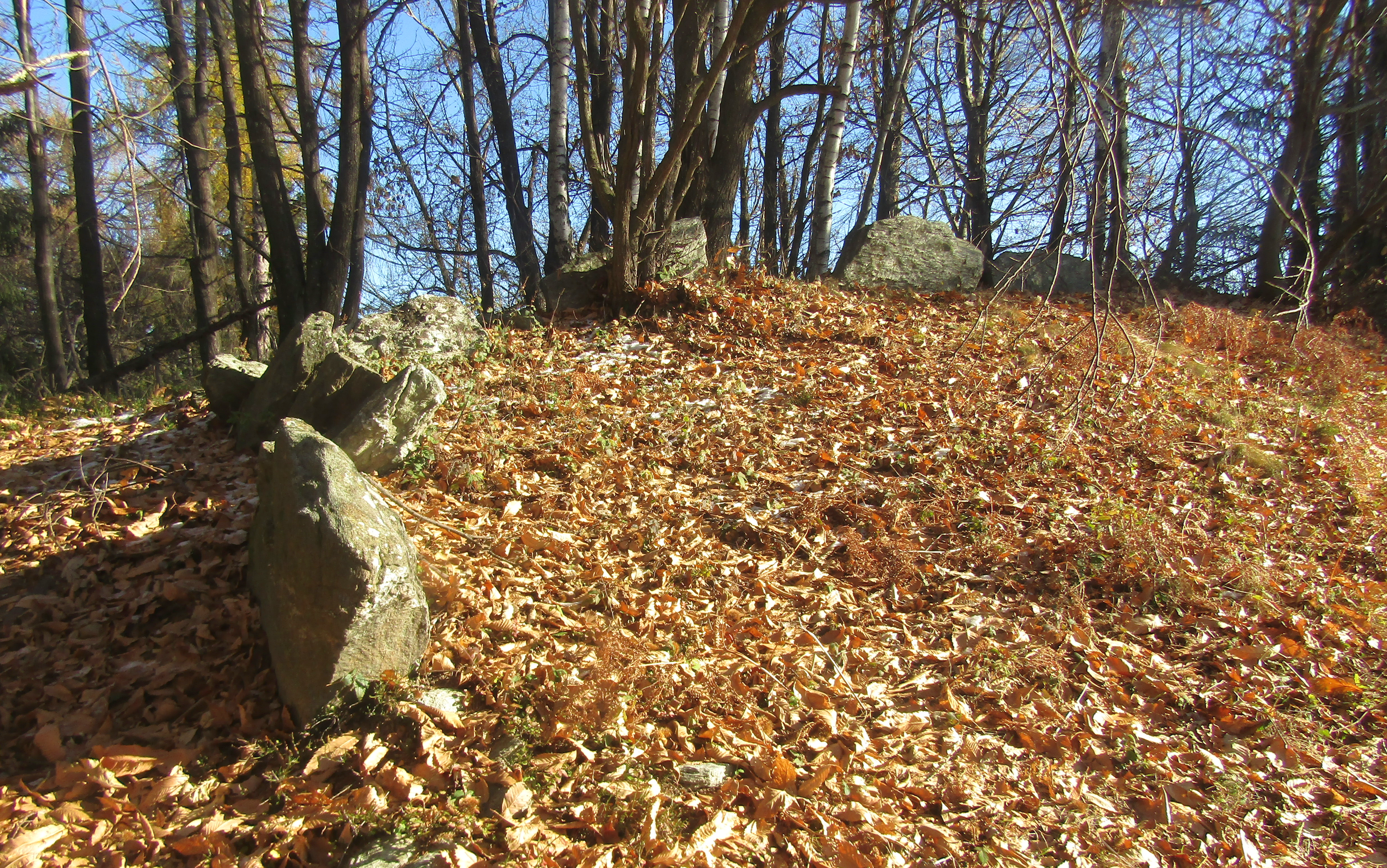
L'arrotondata sommità del monte

La montagna si trova sullo spartiacque Maudagna/Corsaglia a nord della ampia sella dove sorge Straluzzo, una frazione di Frabosa Soprana a 886 m di quota. Verso nord il crinale prosegue con alcune elevazioni minori e risale poi al Monte Cervetto (1003 m), l'ultimo monte dello spartiacque a superare i mille metri di quota. La sua prominenza topografica è di 213 m. La cima del Monte Pelato ricade in comune di Frabosa Soprana, il cui territorio si estende a cavallo tra le due vallate. Non lontano dallo spartiacque, sul versante Val Maudagna, transita una stradina asfaltata che, aggirando ad ovest la montagna, collega Torre Mondovì con Frabosa. Nonostante quanto potrebbe fare supporre il nome del monte la zona è caratterizzata dalla presenza di fitti boschi; fa eccezione il versante sud della montagna, di carattere principalmente prativo.
Nella zona del Monte Pelato sono presenti varie rupi rocciose note tra gli appassionati dell'arrampicata sportiva come Palestre di Frabosa. La Rocce di Costabella ad esempio, situate a sud della montagna presso la frazione Serro, vennero descritte e utilizzate a partire dagli Anni Settanta del Novecento; sono state riattrezzate nel 2019 inserendo anche alcune vie adatte a bambini e a persone con disabilità.

## Geologia
Il Monte Pelato, come l'antistante Bric Foltera, è costituito principalmente da rocce quarzitiche che si sono trovate isolate dal corpo principale della Alpi Liguri a causa dei fenomeni erosivi. Le acque di ruscellamento che scendono dalla montagna si infiltrano in una rete di fessure sotterranee e alimentano una importante risorgenza idrica in corrispondenza delle Grotte del Caudano, situate nei pressi di Frabosa Sottana.

## Accesso alla cima
Si può raggiungere la cima del Monte Pelato partendo da Bassi (frazione di Frabosa Soprana), con una salita in parte su strada e in parte su sentiero. In alternativa è anche possibile salire da Straluzzo, sempre in comune di Frabosa Soprana.

## Panorama

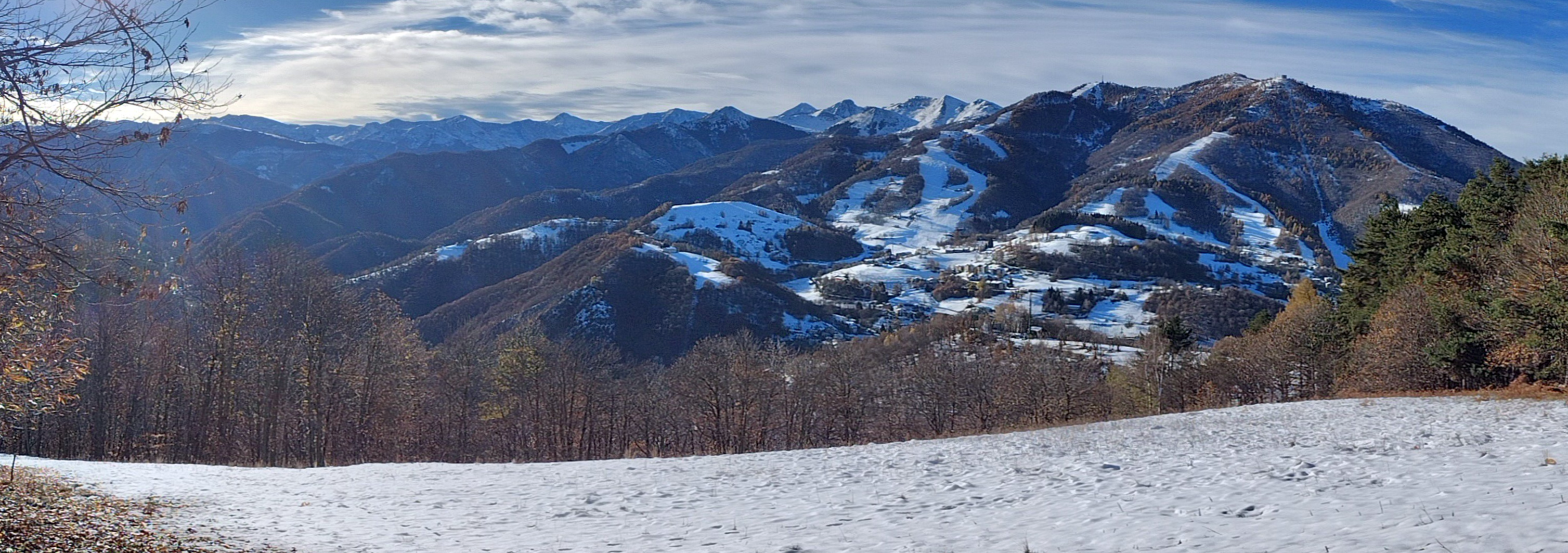
Vista verso sud dalla cima del Monte Pelato